# Ermita de Sant Adjutori
|  | Aquest article tracta sobre l'ermita de Sant Adjutori de Sant Cugat del Vallès. Si cerqueu l'ermita de Sant Adjutori d'Olost, vegeu «Ermita de Sant Adjutori (Olost)». |

L'Ermita de Sant Adjutori és una església romànica del segle x del municipi de Sant Cugat del Vallès (Vallès Occidental). S'hi observen reformes i ampliacions fetes als segles xii, xvi i xvii. Està situada a la vall de Gausac, molt a prop de la masia de Can Borrell. Forma part de l'Inventari del Patrimoni Arquitectònic de Catalunya.

## Descripció
Es tracta d'una ermita de planta circular i de volta semiesfèrica. Finestra amb arc de pedra treballada. S'hi aprecien tres nivells: l'inferior preromànic i els dos restants romànics. Per sota del nivell actual hi ha una fundació més antiga executada amb la tècnica d'opus spicatum. Altar situat a llevant segons l'antiga tradició. La porta d'accés presenta testimonis de les reformes al llarg de les èpoques.

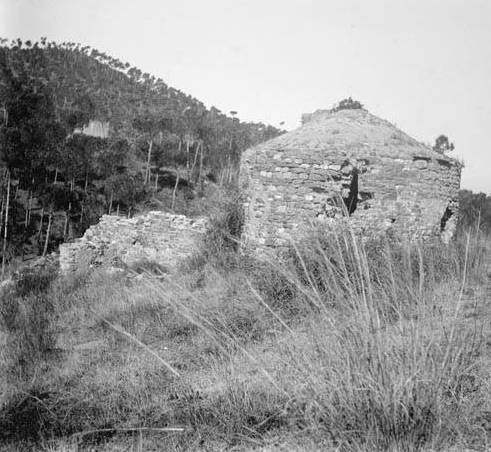
L'ermita de Sant Adjutori en una imatge d'entre 1880 i 1909

Molt a la vora hi ha el Forn Ibèric que data del període baixrepublicà romà (segles II i I aC). Els dos monuments han estat declarats bé cultural d'interès local, formant part del Catàleg de Patrimoni Arquitectònic de Sant Cugat del Vallès.

## Història
Ermita que formà part d'una residència de repòs dels abats de Sant Cugat. La primera datació és del 962, l'ermita formava part de les propietats del monestir. I va tenir una gran importància durant molts anys en haver-se format a la vall un gran nucli de població durant l'alta edat mitjana. Va mantenir-se el culte fins al segle xix i a causa de la desamortització del 1835 la capella va quedar abandonada.